# Asthenodipsas vertebralis
Asthenodipsas vertebralis е вид влечуго от семейство Pareatidae. Видът не е застрашен от изчезване.

## Разпространение
Разпространен е в Индонезия (Калимантан и Суматра) и Малайзия (Западна Малайзия, Сабах и Саравак).

## Описание
Популацията на вида е стабилна.